# Бобовский, Войцех
Войцех Бобовский (1610, Львов — 1675) — первый драгоман султана Магомета IV, уроженец Речи Посполитой, принявший ислам, переводчик Библии на турецкий (османский) язык.
Другие имена, встречающиеся в словарях: Альберт, иногда Боб, по-турецки Али-бей, Али Уфки Бей (тур. Ali Ufkî Bey) или Али бей Терджиман.

## Биография
Существует множество версий того, кем по национальности был Войцех Бобовский. По мнению некоторых исследователей, он происходил из семьи львовских армян. Достаточно аргументированной является версия о его польском происхождении. В 1954 году французский исследователь Ж.Дени в своем докладе на конгрессе востоковедов высказал мнение о том, что Бобовский был украинцем.
Будучи во Львове во время нападения крымских татар на город в 1628 году, попал к ним в плен и был продан в Стамбул. В столице Османской империи его отправили на учёбу в престижную придворную школу ич-огланов (пажей). Вероятно, уже в молодые годы, находясь на службе у знатного вельможи, побывал в разных концах огромной державы.
Стремление к знаниям, позволило ему овладеть 18 языками, среди которых были: арабский, персидский, греческий, латынь, немецкий, французский, польский, армянский и украинский.
Приняв Ислам Али Уфка совершил хадж, посетив Мекку и Медину. Несколько лет он прожил в Египте. В 1671 году, во время правления султана Мехмеда IV Али Уфка получил при дворе почетную должность баштерджюмана (драгомана) — официального переводчика в общении с европейскими державами.
Согласно информации польского историка А.Мухлиньского, только благодаря посредничеству Али Уфки удалось на некоторое время успокоить назревавший конфликт между польским правительством и служилыми татарами-липками, которых Варшава подозревала в измене и желании перейти на службу Османской империи.

## Творческое наследие
Значительная часть рукописного наследия Али Уфки Бея, хранится в Национальной библиотеке Франции. В 1664 году он впервые в истории перевел на турецкий (османский) язык Библию. Этот перевод Библии (тур. Китаби Мукаддас) сейчас хранится в рукописи в Лейдене.
В 1666 году написал грамматику османского языка.
В Бодлеянской библиотеке находится рукопись семиязычного словаря составленного Али Уфкой. Можно предположить, что словарь создавался для дипломатов или переводчиков.
Али Уфка хорошо известен европейским музыковедам как композитор и теоретик османской музыки середины XVII столетия. Он автор трактата по теории музыки «Mezmurlar». Долгое время Али Уфка работал в резиденции османского султана, дворце Топкапы. Благодаря этому он оставил интереснейшее описание дворца, каким он был в середине XVII столетия представляющее немалую ценность для историков и в наше время.
В музеях Швеции и Германии хранятся альбомы миниатюр, автором которых является Али Уфка. На миниатюрах изображены типы султанского двора, сцены из жизни Стамбула, одежда и вооружение солдат и придворных. Один из альбомов, находящийся в коллекции востоковеда Ф.Таесхнера, был переиздан в 2007 году в Германии.
В современной Турции имя Али Уфки Бея хорошо известно. Его музыка исполняется ведущими музыкантами страны, издаются книги, изучается творческое наследие.
В его творчестве отразилось стремление с помощью литературы и музыки достичь взаимопонимания между народами Востока и Запада, что является наиболее ценным в послании львовского мусульманина нашему времени.